# موسیقی فولک معاصر
موسیقی فولک معاصر (به انگلیسی: Contemporary folk music) یا به اختصار موسیقی فولک، نوع خاصی از موسیقی سنتی یا به‌طور دقیق‌تر موسیقی فولکلور است که اوایل قرن بیستم به تدریج رشد کرد. شکل مدرن‌تری از این موسیقی که ریشه در موسیقی فولکلور داشت، بعدها در دهه ۶۰ میلادی فراگیر شد و به اوج محبوبیت رسید. ویژگی بارز آهنگ‌های فولک، سادگی تکنیکی آن هاست که اغلب با ترانه یا روایتی جدید از قطعات فولک استاندارد ساخته می‌شوند.
از مهم‌ترین هنرمندان موسیقی فولک معاصر می‌توان به وودی گاتری، باب دیلان، جونی میچل، جوآن بائز، لئونارد کوهن، دونوان، نیک درِیک، برت یانش و دِیوی گراهام و به خصوص Estas Tonne یاد کرد.